# الکساندر ناکس
الکساندر ناکس (انگلیسی: Alexander Knox؛ زاده ۱۶ ژانویهٔ ۱۹۰۷ درگذشته ۲۵ آوریل ۱۹۹۵) یک هنرپیشه اهل کانادا بود.
از فیلم‌ها یا برنامه‌های تلویزیونی که وی در آن نقش داشته است می‌توان به نیکلاس و الکساندرا، ساعت بیست و پنج، هیچ‌کس نخواهد گریخت و خارطوم اشاره کرد.

## افتخارات
- وی در دومین دوره مراسم گلدن گلوب در سال ۱۹۴۴ توانست برنده بهترین بازیگر نقش اول مرد شود.

## مرگ
ناکس در 25 آوریل 1995 بر اثر سرطان استخوان در Berwick-upon-Tweed درگذشت.